# Azzone
Azzone là một đô thị ở tỉnh Bergamo trong vùng Lombardia của nước Ý, có vị trí cách khoảng 90 km về phía đông bắc của Milano và khoảng 45 km về phía đông bắc của Bergamo. Tại thời điểm ngày 31 tháng 12 năm 2004, đô thị này có dân số 458 người và diện tích là 16,8 km².
Azzone giáp các đô thị: Angolo Terme, Borno, Colere, Schilpario, Vilminore di Scalve.